# Időközönkénti ismétlési hatás
Az időközönkénti ismétlési hatás azt a tényt írja le, hogy az emberek és állatok könnyebben visszaemlékeznek olyan ismeretekre, amelyeket egy hosszabb időszak alatt tanultak meg néhányszori ismétléssel („időben elosztott ismétlés”), mint azokra, amelyeket rövid időszak alatti ismételgetéssel („halmozott ismétlés”) tanultak.
A jelenséget először Hermann Ebbinghaus írta le; kutatásának részleteit az 1885-ös, Memory: A Contribution to Experimental Psychology című könyvében ismertette.
A gyakorlatban a hatásnak köszönhetően az utolsó pillanatban végzett intenzív magolás nem annyira hatékony, mint azonos időtartamú, de hosszabb időszakra elosztva végzett tanulás. Ez azonban csak hosszabb távon igaz: rövid távon az egyszerre végzett tömeges tanulás jobb eredményt mutat, mint az elosztott ismétlés.
Az időközönkénti ismétlési hatásra többféle magyarázat vetődött fel. Az elégtelen feldolgozás elmélete szerint a tömeges ismétlés alatt a második és további ismétlésekre nem fordítunk kellő figyelmet (Hintzman et al., 1973). A kódolási változatosság elmélete szerint pedig az időközönkénti ismétlés során valamelyes változatosság mutatkozik abban, hogy az agy hogyan dolgozza fel az adott információt, míg a tömeges ismétlés során szinte azonos folyamat zajlik le minden ismétlésnél. Mivel a jelenség nagyon erőteljes, és nem könnyű kísérletileg befolyásolni a tanulás folyamatát, a különböző paramétereket igen nehéz alapos gyakorlati vizsgálatnak alávetni.